# Metodi Zarew
Metodi Zarew (bułg. Методи Зарев; ur. 8 maja 1945 w Sofii) – bułgarski zapaśnik walczący w stylu klasycznym. Olimpijczyk z Meksyku 1968, gdzie zajął czwarte miejsce w kategorii 78 kg.